# Теорема о бабочке
Теорема о бабочке — классическая теорема планиметрии. 

## История
Опубликована в 1803 году Уильямом Уоллесом в английском журнале «The Gentlemen's Mathematical Companion».
Позднее еще не раз переоткрывалась.

## Формулировка
Пусть через точку М, являющуюся серединой хорды PQ некоторой окружности, проведены две произвольные хорды АВ и CD той же окружности. Пусть хорды AD и ВС пересекают хорду PQ в точках X и Y. Тогда М является серединой отрезка XY.

### Замечания
Верна и обратная теорема о бабочке:
- Пусть через точку М внутри некоторой окружности проведены две произвольные хорды АВ и CD. Пусть хорды AD и ВС пересекают произвольную хорду PQ в точках X и Y. Тогда если М является серединой отрезка XY, то она одновременно является серединой хорды PQ.

## О доказательствах

Доказательство

Теорема о бабочке имеет большое число различных доказательств, как в рамках элементарной геометрии, так и использующих методы, выходящие за её пределы.
- В частности, в проективной модели плоскости Лобачевского, треугольник {\displaystyle \triangle AMD} центрально симметричен {\displaystyle \triangle BMC} и отсюда легко следует теорема.

- При помощи проецирования двойных отношений: Рассмотрим двойное отношение точек {\displaystyle (P,M,X,Q)}, и спроецируем его на окружность из точки {\displaystyle A}. Точки {\displaystyle P} и {\displaystyle Q} перейдут сами в себя, так как принадлежат окружности, а точки {\displaystyle M} и {\displaystyle X} перейдут в точки {\displaystyle B} и {\displaystyle D} соответственно. Получаем {\displaystyle (P,M,X,Q)=(P,B,D,Q)} (последнее следует трактовать как двойное отношение точек на комплексной плоскости). Проецируем обратно на прямую {\displaystyle PQ} с центром в точке {\displaystyle C}, получаем {\displaystyle (P,M,X,Q)=(P,Y,M,Q)}. Распишем двойное отношение по определению, получим необходимое равенство.
- Используется также метод инверсии[1]

## Вариации и обобщения

Обобщение Шарыгина.

- Обобщение Шарыгина[2]: Пусть на окружности дана хорда AB, на ней — точки M и N, причём AM = BN. Через точки M и N проведены хорды PQ и RS, соответственно. Прямые QS и RP пересекают хорду AB в точках K и L, тогда AK = BL.